# Zlaté
Zlaté és un poble i municipi d'Eslovàquia. Es troba a la regió de Prešov, al nord del país.

## Història
La primera referència escrita de la vila data del 1355.

## Demografia
| Godina             | 1994 | 2004   | 2014  | 2024   |
| ------------------ | ---- | ------ | ----- | ------ |
| Nombre de persones | 724  | 750    | 756   | 771    |
| Diferència         |      | +3,59% | +0,8% | +1,98% |

| Godina             | 2023 | 2024   |
| ------------------ | ---- | ------ |
| Nombre de persones | 760  | 771    |
| Diferència         |      | +1,44% |